# Kamiel Van de Perre
Kamiel Van De Perre (Turnhout, 12 febbraio 2004) è un calciatore belga, centrocampista dell'Union Saint-Gilloise.

## Carriera

### Club
È cresciuto nel settore giovanile del Genk, con cui ha firmato il primo contratto professionistico il 27 giugno 2019. Nel 2022 è stato assegnato allo Jong Genk dove ha debuttato a livello professionistico il 14 agosto nell'incontro di Challenger Pro League vinto 4-1 contro il Lierse Kempenzonen. Dopo due stagioni in cui ha giocato con buona frequenza, il 4 giugno 2024 è passato a titolo definitivo all'Union Saint-Gilloise, club con cui ha esordito sia nella prima divisione belga che nelle competizioni europee per club, partecipando alla Conference League.

### Nazionale
Ha giocato con le nazionali giovanili belghe Under-15, Under-16, Under-17 ed Under-18.

## Statistiche

### Presenze e reti nei club
Statistiche aggiornate al 25 maggio 2025.
| Stagione         | Squadra              | Campionato       | Campionato | Campionato | Coppe nazionali | Coppe nazionali | Coppe nazionali | Coppe continentali | Coppe continentali | Coppe continentali | Altre coppe | Altre coppe | Altre coppe | Totale | Totale | Totale |
| Stagione         | Squadra              | Comp             | Pres       | Reti       | Comp            | Pres            | Reti            | Comp               | Pres               | Reti               | Comp        | Pres        | Reti        | Pres   | Reti   |        |
| ---------------- | -------------------- | ---------------- | ---------- | ---------- | --------------- | --------------- | --------------- | ------------------ | ------------------ | ------------------ | ----------- | ----------- | ----------- | ------ | ------ | ------ |
| 2022-2023        | Jong Genk            | CPL              | 25         | 0          | -               | -               | -               | -                  | -                  | -                  | -           | -           | -           | 25     | 0      |        |
| 2023-2024        | Jong Genk            | CPL              | 26         | 0          | -               | -               | -               | -                  | -                  | -                  | -           | -           | -           | 26     | 0      |        |
| Totale Jong Genk | Totale Jong Genk     | Totale Jong Genk | 51         | 0          |                 | -               | -               |                    | -                  | -                  |             | -           | -           | 51     | 0      |        |
| 2024-2025        | Union Saint-Gilloise | PL               | 23         | 0          | CB              | 1               | 0               | UCL+UEL            | 0+5                | 0                  | -           | -           | -           | 29     | 0      |        |
| Totale carriera  | Totale carriera      | Totale carriera  | 74         | 0          |                 | 1               | 0               |                    | 5                  | 0                  |             | -           | -           | 80     | 0      |        |

## Palmarès
- Campionato belga: 1

Union Saint-Gilloise: 2024-2025